# Structures pour deux pianos, livre I

Structures pour deux pianos, livre I est une œuvre de Pierre Boulez pour deux pianos composée en 1952. 

## Histoire
Le premier livre de Structures est composé en 1952. La première partie  (Ia) est créée le 4 mai 1952, à Paris, par Yvette Grimaud et Yvonne Loriod. 
L'ensemble du premier livre est créé le 13 novembre 1953, à Cologne, par Olivier Messiaen et Pierre Boulez.

## Structure
1. Ia
2. Ib
3. Ic

## Analyse
Comme l'écrit le musicologue Robert Piencikowski :

« Le premier Livre de Structures pour deux pianos marque une étape importante non seulement dans l'évolution de Pierre Boulez, mais également dans le développement de la conscience musicale occidentale, par l'extension du phénomène sériel aux quatre composantes sonores (hauteurs, durées, attaques, intensités) et la fonctionnalité de la conception sérielle désormais responsable de l'espace acoustique et formel à l'intérieur duquel elle est destinée à se mouvoir. […]
on ne manquera pas cependant d'être attentif à l'extrême soin apporté dans la répartition des intervalles, ainsi qu'aux déflagrations convulsives, traversées de soubresauts spasmodiques d'une écriture rythmique qui ne renonce en rien à l'ivresse sonore chère à Boulez. »

## Discographie
- Pierre Boulez et Yvonne Loriod, Col legno - AU 031 800.
- Aloys et Alfons Kontarsky, 1965, Wergo - 8911-2
- Chen Pi-hsien et Ian Pace, 2007, WDR/hathut